# Stützungskauf
Als Stützungskauf werden in der Wirtschaft jene Käufe bezeichnet, die der Stabilisierung der Marktpreise bei vorhandenen Angebotsüberhängen oder Nachfragelücken von Handelsobjekten dienen. Gegensatz ist der Stützungsverkauf.

## Allgemeines
Handelsobjekte können Commodities (etwa Agrarprodukte), Devisen, Edelmetalle oder Effekten (Aktien, Anleihen) sein. Der Marktmechanismus führt vor allem an Börsen (Energiebörsen, Warenbörsen oder Wertpapierbörsen) dazu, dass sich Angebot und Nachfrage beim Gleichgewichtspreis (Börsenkurs, Marktpreis) ausgleichen. Fehlt es jedoch an Nachfrage oder überwiegt das Angebot, so würde dies zum Preisverfall und damit zu unerwünschten Volatilitäten führen, die größere Unsicherheiten auf einem Markt bewirken könnten (Marktstörung, Marktversagen). Fehlt es umgekehrt an Angebot (Angebotslücke) oder überwiegt die Nachfrage (Nachfrageüberhang), kommt es entsprechend zu Stützungsverkäufen.

## Arten
Um dies zu verhindern, gibt es Marktteilnehmer, die mit Hilfe von Stützungskäufen in das Marktgeschehen eingreifen. Diese können freiwillig oder aufgrund vertraglicher Pflicht eingreifen (Börsenhändler, Effektenhändler, Kreditinstitute im Rahmen des Eigenhandels, Market-Maker oder Designated Sponsoren) oder im Rahmen des Staatsinterventionismus durch Hoheitsakt. Zu letzterer Kategorie gehören die ehemaligen Devisenmarktinterventionen der Deutschen Bundesbank, die bei festen Wechselkursen gezwungen war, Weichwährungen (US-Dollar, Französischer Franc, Italienische Lira) durch Stützungskäufe so weit zu stabilisieren, dass die Fremdwährungen innerhalb der Wechselkursbandbreite verblieben. Auch auf dem Agrarmarkt gibt es Stützungskäufe durch eine staatliche Interventionsstelle (Bundesanstalt für Landwirtschaft und Ernährung), wenn der Interventionspreis (Mindestpreis) für ein bestimmtes Agrarprodukt unterschritten werden sollte.
Die den Markt stützenden Marktteilnehmer nehmen ihre Stützungskäufe vor, ohne dass sie konkreten Bedarf am Handelsobjekt besitzen; einziges Kaufmotiv ist ihre übernommene Stützungspflicht. Stützungsverkäufer müssen das Handelsobjekt im Bestand haben, um es im Stützungsfalle verkaufen zu können. Sie sind nicht primär am vereinnahmten Kaufpreis interessiert, sondern ebenfalls an der Erfüllung ihrer Stützungspflicht.
„Kursstabilisierung“ ist gemäß Art. 3 Abs. 2 MMVO jeder Kauf bzw. jedes Angebot zum Kauf von Wertpapieren oder eine Transaktion mit vergleichbaren verbundenen Instrumenten, die ein Kreditinstitut oder eine Wertpapierfirma im Rahmen eines signifikanten Zeichnungsangebots für diese Wertpapiere mit dem alleinigen Ziel tätigen, den Marktkurs dieser Wertpapiere für einen im Voraus bestimmten Zeitraum zu stützen, wenn auf diese Wertpapiere Verkaufsdruck besteht.

## Wirtschaftliche Aspekte
Bereits 1938 erkannte ein Autor, dass „die Währungsstabilität der deutschen Reichsmark auf Devisenkontrollen und Stützungskauf und sonst auf gar nichts“ beruhe. Stützungskäufe und -verkäufe dienen ausschließlich der Marktregulierung, in dem sie Kurse oder Preise stabilisieren. Sie müssen vorgenommen werden, wenn festgelegte Mindestpreise unterschritten oder bei Stützungsverkäufen Höchstpreise überschritten werden. Im Rahmen der Offenmarktpolitik können auch die Wertpapierkaufprogramme des Eurosystems für Staatsanleihen und Unternehmensanleihen als Stützungskäufe angesehen werden, weil dadurch die Renditen sinken (und damit der verfolgten Niedrigzinspolitik entsprechen) und gleichzeitig den Geschäftsbanken Zentralbankgeld zur Verfügung gestellt wird. In der Krise erspart jeder Stützungskauf der Notenbank einen überstürzten Kreditabbau. Stützungskäufe können ferner dem Shareholder Value bei am Kapitalmarkt gelisteten Publikumsgesellschaften dienen, indem diese eigene Aktien kaufen, um den Kurs zu stützen.